# بارژ، اوت-لوار
بارژ (به فرانسوی: Barges) یک کمون (فرانسه) در فرانسه است که در canton of Pradelles واقع شده‌است. بارژ ۷٫۰۲ کیلومتر مربع مساحت دارد ۱٬۰۸۰ متر بالاتر از سطح دریا واقع شده‌است.